# Сергиети
Сергиети (груз. სერგიეთი) — село в Грузии, на территории Мартвильского муниципалитета края (мхаре) Самегрело-Верхняя Сванетия.

## География
Село находится в западной части Грузии, на правом берегу реки Абаши, на расстоянии приблизительно 1,5 километра (по прямой) к западу от города Мартвили, административного центра муниципалитета. Абсолютная высота — 149 метров над уровнем моря.

## Население
По результатам официальной переписи населения 2014 года в Сергиети проживало 512 человек (242 мужчины и 270 женщин). В национальной структуре населения грузины составляли 99,6 %.
| Год  | Население, человек |
| ---- | ------------------ |
| 2002 | 610                |
| 2014 | ↘ 512              |